# Egipcjanin Sinuhe (film)
Egipcjanin Sinuhe (ang. The Egyptian) – amerykański film kostiumowy z 1954 roku w reżyserii Michaela Curtiza. Ekranizacja powieści Egipcjanin Sinuhe autorstwa Miki Waltariego. Film zrealizowany został przez wytwórnię 20th Century Fox (w studiu Cinemascope).

## Fabuła
Starożytny Egipt. Egipski lekarz i podróżnik Sinuhe zostaje nadwornym medykiem faraona Echnatona. Szybko zostaje wmieszany w wewnętrzne intrygi pałacowe. Echnaton, szerzący kult nowego boga Atona, jest niepopularny wśród ludu. W kraju szaleją bunty. Dowódca armii sam pragnie przejąć władzę w państwie, by zapewnić spokój Egiptowi. Podobne ambicje ma też siostra króla. Oboje liczą, że Sinuhe pomoże im w realizacji planów.

## Obsada aktorska
- Edmund Purdom (Sinuhe)
- Peter Reynolds (młody Sinuhe)
- Peter Ustinov (Kaptah)
- Jean Simmons (Merit)
- Victor Mature (Horemheb)
- Michael Wilding (Echnaton)
- Gene Tierney (Baketamon, siostra Echnatona)
- Bella Darvi (Nefer)
- Tommy Rettig (Thoth)
- Anitra Stevens (królowa Nefertete)
- Angela Clarke (Kipa, matka Sinuhe)
- Carl Benton Reid (Senmut, ojciec Sinuhe)
- Henry Daniell (Mekere)
- Judith Evelyn (Teje)
- Mike Mazurki (nadzorca Domu Śmierci)